# Gorica pri Slivnici
Gorica pri Slivnici este o localitate din comuna Šentjur, Slovenia, cu o populație de 585 de locuitori.